# Edurne
Edurne  è un nome proprio di persona basco femminile.

## Varianti
- Maschili: Edur[1]

## Origine e diffusione

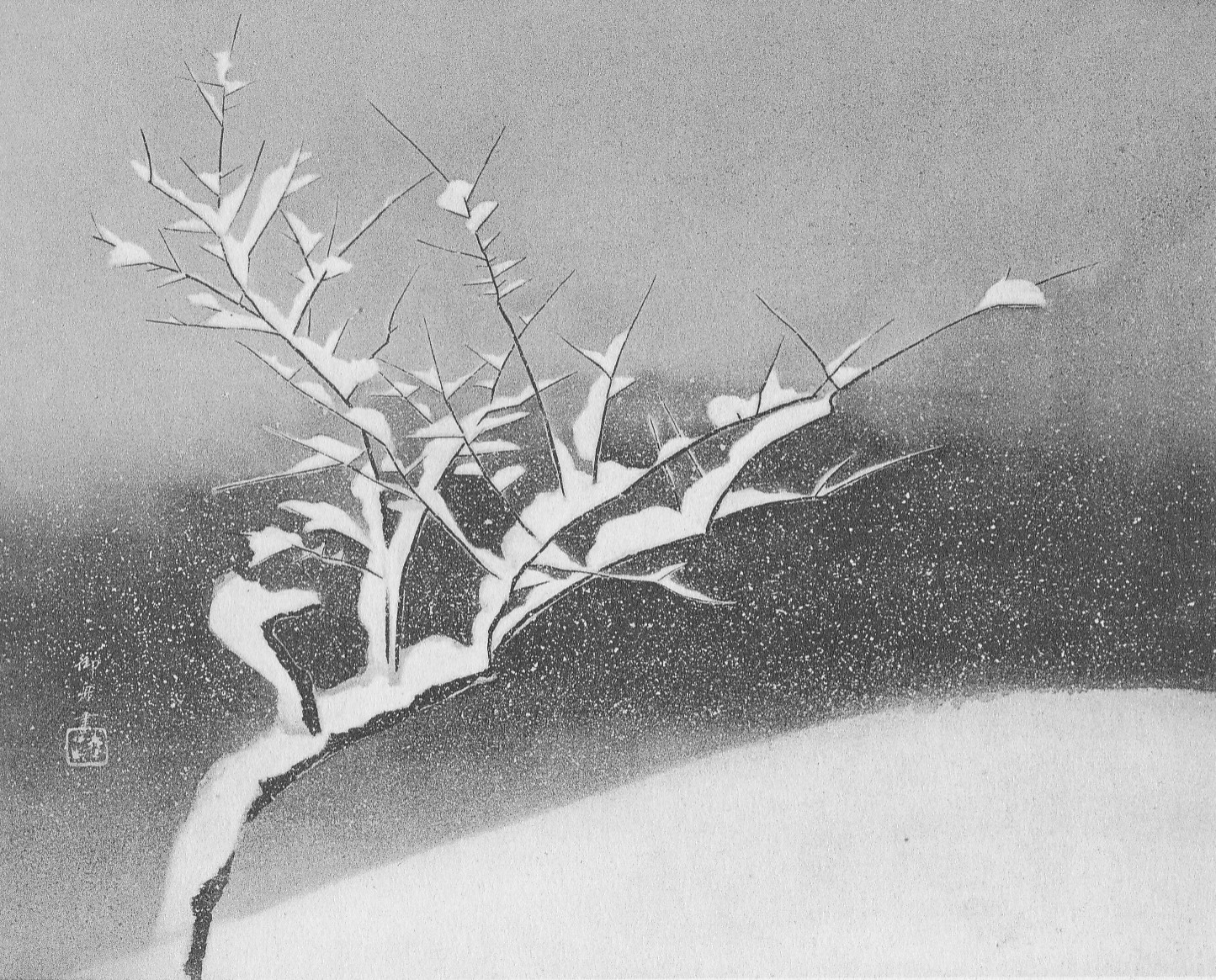
Neve notturna, di Gyoshū Hayami

Vuol dire "neve" in basco, ed è sostanzialmente un equivalente in tale lingua del nome Nives. Oltre che con Nives, condivide il suo significato anche col nome femminile albanese Bora.

## Onomastico
Essendo considerabile un equivalente basco di Nives, l'onomastico cade lo stesso giorno di tale nome, cioè il 5 agosto, festa della Madonna della Neve.

## Persone
- Edurne García Almagro, nota solo come Edurne, cantante spagnola
- Edurne Pasaban, alpinista spagnola
- Edurne "Edy" Ganem, attrice statunitense